# Дејв Галахер
Дејв Галахер, рођен Дејвид Галахер (енгл. David Gallaher; 30. октобар 1873 — 4. октобар 1917), био је рагбиста из Новог Зеланда, ирског порекла. Упамћен је као капитен Ориџинал Ол Блекса (енгл. Original All Blacks) репрезентације Новог Зеланда из 1905-06, првог представника Новог Зеланда за обилазак Британских острва. Под Галахеровим руководством Ориџиналси су победили 34 од 35 мечева током турнеје, укључујући и делове пута у Француској и Северној Америци; Новозеланђани су постигли 976 поена и примили само 59. Пре него што се вратио кући, написао је класични рагби текст Комплетан рагби фудбалер заједно са његовим замеником Билијем Стедом. Галахер се пензионисао као играч након турнеје 1905-06 и почео је да се бави тренерским послом; био је селектор за Окланд и Нови Зеланд већи део наредне деценије.
Рођен је у Рамелтону, у Ирској, и још као дете са својом породицом преселио се на Нови Зеланд. Након пресељења у Окланд, 1895. придружио се рагби клубу Понсонби (енгл. Ponsonby) и био је изабран за своју покрајину 1896. године. У периоду 1901-02. служио је у Новозеландском контингенту у Другом бурском рату. Први пут је наступио за репрезентацију Новог Зеланда у њиховој турнеји по Аустралији без пораза 1903. године и одиграо је први пробни меч против Аустралије у Сиднеју. Ориџиналси су под Галахеровим капитенством током 1905. и 1906. године помогли да се рагби зацементира као национални спор Новог Зеланда, али га је британска штампа неуморно стављала на стуб срама због његове улоге крила у тиму. Коришћење крила, за који критичари сматрају да је тактика за намерно опструирање противника, допринела је деценијама затегнутих односа између рагби званичника Новог Зеланда и званичника у Британији; Светска рагби федерација стриктно је забранила ову позицију 1931. године.
Током Првог светског рата, Галахер је ступио у војну службу у новозеландској дивизији да би се борио у Европи. Погинуо је 1917. године у Бици код Пашендала у Белгији. Од тада је примљен у Светску Рагби Кућу славних, Међународну Рагби Кућу славних и Новозеланђанску спортску Дворану славних. Постоји неколико споменика подигнутих у Галахерову част, укључујући и Галахер Шилд (енгл. Gallaher Shield) за победника клупског првенства у Окланду, а трофеј Дејва Галахера оспорава се између репрезентација Француске и Новог Зеланда.

## Младост
Дејв Галахер рођен је као Дејвид Галахер 30. октобра 1873. године у Рамелтону, у округу Донегал, у Ирској, као трећи син Џејмса Хенрија Галахера, 69-годишњег трговца и његове 29-годишње жене Марије Харди Галахер (рођена Меклоски (енгл. McCloskie)). Џејмс је био удовац који се оженио са Маријом 1866, годину дана након смрти његове прве жене. Џејмс је имао двоје деце из првог брака, а Дејвид је био седми из брака с Маријом. Пар је имао још троје деце након Дејвида, али од својих десет потомака, троје су умрли у детињству. Друга потомци били су: Јозеф (1867), Изабела (1868), Џејмс (1869), Марија (звана Моли, 1870), Џејн (1871), Томас (1872), Вилијам (1875), Освалд (1876) и Џејмс Патрик (1878). Дејвид се крстио као презвитаријанац у Рамелтону 8. јануара 1874.

### Књиге и чланци
- Carter, A. Kay (2011). Maria Gallaher – Her Short Life and Her Children's Stories. Paraparaumu. ISBN 9780987653802.
- Elliott, Matt (2012). Dave Gallaher – The Original All Black Captain (paperback). London: Harper Collins. ISBN 978-1-86950-968-2.
- Gabe, Rhys T. (1954). „The 1905–06 Tour”.  Ур.: Wooller, Wilfred; Owen, David. Fifty Years of the All Blacks: A Complete History of New Zealand Rugby Touring Teams in the British Isles. London: Phoenix House Ltd.
- King, Michael (2003). The Penguin History of New Zealand. New Zealand: Penguin Books. ISBN 978-0-14-301867-4.
- McCarthy, Winston (1968). Haka! The All Blacks Story. London: Pelham Books.
- McLean, Terry (1959). Great Days in New Zealand Rugby. Wellington, New Zealand: A. H. & A. W. Reed.
- McLean, Terry (1987). New Zealand Rugby Legends. Auckland, New Zealand: MOA Publications. ISBN 978-0-908570-15-7.
- Ryan, Greg (1993). Forerunners of the All Blacks. Christchurch, New Zealand: Canterbury University Press. ISBN 978-0-908812-30-1.
- Ryan, Greg (2005). The Contest for Rugby Supremacy – Accounting for the 1905 All Blacks. Canterbury University Press. ISBN 978-1-877257-36-0.
- Ryan, Greg (2011). „A Tale of Two Dinners: New Zealand Rugby and the Embrace of Empire, 1919–32”. The International Journal of the History of Sport. Routledge. 28 (10): 1409—1425. doi:10.1080/09523367.2011.577641.
- Swan, Arthur C.; Jackson, Gordon F. W. (1952). Wellington's Rugby History 1870 – 1950. Wellington, New Zealand: A. H. & A. W. Reed.
- Tobin, Christopher (2005). The Original All Blacks 1905–06. Auckland, New Zealand: Hodder Moa Beckett. ISBN 978-1-86958-995-0.
- Verdon, Paul (2000). Born to Lead – The Untold Story of the All Black Test Captains. Auckland, New Zealand: Celebrity Books. ISBN 978-1-877252-05-1.
- Vincent, V. T. (1998). „Practical Imperialism: The Anglo‐Welsh Rugby Tour of New Zealand, 1908”. The International Journal of the History of Sport. Routledge. 15 (1): 123—140. doi:10.1080/09523369808714015.
- Williams, Peter (2002). „Battle Lines on Three Fronts: The RFU and the Lost War Against Professionalism”. The International Journal of the History of Sport. Routledge. 19 (4): 114—136. doi:10.1080/714001793.

### Вести
- „All Blacks legend to unveil plaque at Dave Gallagher Park in Letterkenny”. Donegal Democrat. 1. 11. 2012. Архивирано из оригинала 09. 08. 2014. г. Приступљено 8. 8. 2014.
- „Batting the Lions: Evolution of the replacement laws”. New Zealand Herald. 3. 5. 2005. Приступљено 25. 6. 2015.
- „Dave Gallaher 1905 All Blacks jersey sells for £180,000”. bbc.com. 8. 10. 2015. Приступљено 10. 10. 2015.
- „David Gallaher's Death”. Evening Post. 16. 1. 1918. стр. 8. Приступљено 18. 7. 2015.
- Gallagher, Brendan (3. 11. 2000). „Hero Gallaher remembered”. The Telegraph. Приступљено 11. 11. 2014.
- „Gallaher statue unveiled at Eden Park”. sportal.co.nz. 15. 7. 2011. Архивирано из оригинала 12. 10. 2014. г. Приступљено 5. 9. 2014.
- Horrell, Rhiannon (15. 7. 2011). „Eden Park unveils statue of legend”. stuff.co.nz. Приступљено 5. 9. 2014.
- Jenkins, Graham (25. 9. 2011). „Rucking all over the world”. ESPN. Приступљено 8. 10. 2014.
- „Setanta to air Dave Gallaher documentary featuring Letterkenny Rugby Club and Ramelton next week”. Donegal Democrat. 5. 2. 2015. Архивирано из оригинала 06. 02. 2015. г. Приступљено 24. 6. 2015.
- Walsh, Harry (3. 11. 2012). „All Black legend visits Letterkenny”. Derry People Donegal News. Архивирано из оригинала 09. 08. 2014. г. Приступљено 8. 8. 2014.

### Интернет
- „4th All Black Test”. allblacks.com. NZRU. Приступљено 4. 11. 2014.
- „6th All Black Test”. allblacks.com. NZRU. Приступљено 4. 11. 2014.
- „8th All Black Test”. allblacks.com. NZRU. Приступљено 10. 11. 2014.
- „56th All Black Game”. allblacks.com. NZRU. Приступљено 30. 10. 2014.
- „67th All Black Game”. allblacks.com. NZRU. Приступљено 3. 11. 2014.
- „2010 Inductee: Dave Gallaher”. World Rugby. 15. 5. 2011. Приступљено 25. 6. 2015.
- „All Blacks, 1905”. New Zealand Sports Hall of Fame. Приступљено 17. 11. 2014.
- „Dave Gallaher”. allblacks.com. NZRU. Приступљено 6. 8. 2014.
- „Dave Gallaher”. New Zealand Sports Hall of Fame. Приступљено 17. 11. 2014.
- „Dave Gallaher”. The International Rugby Hall of Fame. Архивирано из оригинала 12. 5. 2013. г.
- „in New South Wales and Queensland”. allblacks.com. NZRU. Приступљено 23. 10. 2014.
- „in the British Isles, France and North America”. allblacks.com. NZRU. Приступљено 2. 11. 2014.
- McLean, Denis (25. 9. 2013). „Gallaher, David”. Dictionary of New Zealand Biography. Te Ara – the Encyclopedia of New Zealand. Ministry for Culture and Heritage. Приступљено 6. 8. 2014.
- „Provincial competitions”. Ministry for Culture and Heritage. 30. 10. 2015. Архивирано из оригинала 31. 07. 2016. г. Приступљено 29. 10. 2017.
- „Sergeant Dave Gallaher (32513)”. New Zealand Army Museum. Архивирано из оригинала 24. 06. 2015. г. Приступљено 22. 4. 2015.
- Swan, Arthur (1966).  McLintock, A. H., ур. „Ranfurly Shield”. An Encyclopaedia of New Zealand. Te Ara – the Encyclopedia of New Zealand.
- „The 1905/06 'Originals'”. New Zealand Rugby Museum. Архивирано из оригинала 26. 3. 2013. г. Приступљено 26. 3. 2013.